# Civitella Roveto
Civitella Roveto là một đô thị thuộc tỉnh L'Aquila trong vùng Abruzzo Ý. Đô thị này có diện tích 45 km², dân số 3318 người. Các làng trực thuộc: Case di Spaccio, Meta, Peschiera, San Savino. Các đô thị giáp ranh gồm: Canistro, Civita d'Antino, Filettino (FR), Luco dei Marsi, Morino